# Pate
Pate o Paté è un'isola del Kenya, la più grande dell'arcipelago di Lamu, nell'Oceano Indiano. Ebbe un ruolo importante nella storia dell'arcipelago a partire dal seicento, e in particolar modo fra il XIV e il XIX secolo. Molti dei principali centri abitati di Pate sono anche siti di importanza storica e archeologica.

## Centri abitati e siti archeologici

### Faza
Faza è situata sulla costa settentrionale dell'isola. Il primo insediamento di Faza risale almeno al XIV secolo. Nel cinquecento, lo sceicco locale si scontrò con i portoghesi, che distrussero la città nel 1587. Faza fu in seguito rifondata dagli stessi portoghesi, e conobbe un periodo di prosperità; ma a partire dal XVIII secolo la concorrenza di Pate ne causarono il declino. Un console britannico che vi si recò nel 1873 descrisse Faza come un luogo "sporco e infetto".

### Pate
La cittadina di Pate, detta anche Pate Town, è situata sulla costa sudoccidentale dell'isola. Fonti locali fanno risalire la data della sua fondazione all'VIII secolo o al XIII secolo, ma la questione è incerta. Certamente Pate conobbe un periodo di splendore nel XVIII secolo, epoca in cui la sua architettura e la sua produzione di gioielli erano fra le più rinomate dell'Africa orientale. Nello stesso periodo fiorì a Pate anche la letteratura; a Pate fu scritto l'Utendi wa Tambuka, uno dei più antichi documenti noti in lingua swahili, e a Pate visse anche la poetessa Mwana Kupona.
A partire dalla fine del XVIII secolo, le continue dispute con i vicini portarono Pate al declino. La battaglia di Shela, combattuta sull'isola di Lamu nel 1813, fu un tentativo fallito, da parte di Pate, di soggiogare Lamu. Alla sconfitta seguì un periodo di crisi e decadenza; entro la fine del secolo la popolazione della città scese da circa 7000 ad appena 300 abitanti.

### Siyu
Siyu si trova sulla costa settentrionale dell'isola. Si ritiene che risalga almeno al XIII secolo, ma non sono stati ancora fatti studi archeologici significativi in loco. Una delle prime testimonianze scritte su Siyu si deve a Gaspar de Santo Bernadino, che nel 1606 descrisse Siyu come la più grande città dell'isola di Pate.
Nel XIX secolo, Siyu resistette ai tentativi di conquista da parte del sultano di Oman e Zanzibar. Una delle più importanti battaglie di questo conflitto ebbe luogo il 6 gennaio 1844, quando un esercito di 2000 uomini comandati dal generale Amir Hamad, parente di Seyyid Said, sultano di Mascate e Oman, furono colti da un'imboscata delle forze di Siyu e respinti. L'anno dopo Siyu si scontrò nuovamente con le forze di Seyyid Said, infliggendogli una delle più nette sconfitte della storia del sultanato di Oman. Seyu cadde solo nel 1863, quando ormai quasi tutte le città della costa orientale dell'Africa erano state soggiogate da Oman.

### Kizingitini
Kizingitini, sulla costa settentrionale, è uno dei principali centri della pesca di Pate.

### Shanga
Shanga è un importante sito archeologico della costa sudorientale dell'isola. Gli scavi sono cominciati nel 1980, e hanno rivelato che il primo insediamento di Shanga risale all'VIII secolo; alcune monete e luoghi di sepoltura rinvenuti negli scavi suggeriscono che almeno una parte della popolazione fosse islamica. Risulta inoltre che la città sia stata distrutta e poi ricostruita attorno all'XI secolo, forse in seguito a un'aggressione da parte dei Carmati.
La città fu definitivamente abbandonata nei primi decenni del XIV secolo. A quell'insediamento risalgono le origini dell'etnia Washanga (letteralmente "il popolo di Shanga") che oggi abitano a Siyu.